# R. K. Narayan
Pour les articles homonymes, voir Narayan.
R. K. Narayan, né Rasipuram Krishnaswami Narayanaswami le 10 octobre 1906 à Madras, dans le Sud de l'Inde et mort dans la même ville le 13 mai 2001, est un écrivain indien de langue anglaise. 

## Biographie
La famille de R. K. Narayan appartient à la caste des brahmanes. Le père de Narayan, un professeur d'école publique, est régulièrement muté dans des postes nouveaux et lointains. Par conséquent, le jeune Narayan est élevé par des membres de sa famille.
En 1910, Narayan part chez sa grand-mère à Madras, avec quelques personnes dont deux de ses oncles, un singe (son animal de compagnie) et un paon. Sa grand-mère est une très bonne interprète des horoscopes ainsi qu'une marieuse affirmée, qui n'hésite pas à conseiller ses voisins sur les questions religieuses et astrologiques. C'est à cette époque qu'elle commence à s'occuper de l'éducation de son petit-fils, en lui enseignant l'alphabet tamoul, et les classiques de la littérature indienne.
En 1913, Narayan rentre dans une école primaire luthériennne. À partir de là, il commence à parler et à lire en anglais. Plus tard, il devient un fervent lecteur de la littérature anglaise. Parmi ses auteurs favoris, citons : Charles Dickens, Hardy, Walter Scott, les poètes romantiques ainsi que Shakespeare. Pendant les vacances d'été, Narayan joint sa famille dans des villages lointains afin de rencontrer son père qui a été muté et nommé directeur d'école.
Au moins, il pouvait voir ses parents et s'amuser avec ses frères et sœurs (6 frères et 2 sœurs). Lorsque son père devient le directeur du lycée Maharaja à Mysore, le jeune garçon part là-bas afin d'être reçu à cette école et rapidement, il tombe amoureux de la beauté de cette ville bordée par des montagnes. Narayan était un élève plutôt médiocre, comme il l'a avoué lui-même dans ses mémoires mais, les professeurs furent très indulgents avec le fils du directeur. Il a alors quelques difficultés à l'école. 
En 1925, après le lycée, le jeune Narayan rate son premier examen d'entrée pour l'université, ce qui lui donne du temps libre. Il dévore alors les journaux littéraires anglais et américains, et commence à écrire quelques histoires. Il les envoie à des maisons d'édition londoniennes, sans succès. En 1926, il réussit son examen d'entrée et étudie à l'université de Maharaja à Mysore (la période qu'il décrit dans son roman The Bachelor of Arts). Élève moyen, il passe la plupart de son temps à rêvasser, admirant la vue magnifique du paysage à travers la fenêtre de sa salle de classe. Il fallut cinq ans à Narayan au lieu de quatre pour obtenir son diplôme.
En 1930, il obtient donc son diplôme universitaire en lettres et sciences humaines. Il est alors prêt à poursuivre de plus longues études, mais un ami le persuade que c'est en réalité le meilleur moyen de tuer sa passion pour la littérature. Convaincu, il retourne chez sa grand-mère (désormais à Bangalore) afin d'affiner sa plume. Grâce aux efforts de son père, Narayan obtient un poste de professeur à Chennapatna. Ce fut une très courte et désastreuse expérience, à la suite de laquelle il devint plus que jamais déterminé à devenir écrivain. Après quelques petits boulots, Narayan travaille comme reporter pour The Justice, un journal de Madras où il se spécialise dans les affaires de meurtres. Il arrête finalement ce travail tout en se concentrant sur sa fiction.
En 1933, il se marie. Étant tombé amoureux de Rajam, Narayan décide hardiment de se marier sans demander l'avis de ses parents, et annonce personnellement ses intentions au père de sa future femme. Les signes astrologiques semblent être favorables (ils appartiennent à la même caste et au même milieu social), mais malheureusement, l'astrologue annonce que leurs horoscopes sont incompatibles. Le mariage est presque annulé, mais finalement un autre astrologue plus optimiste autorise leur mariage. 
En 1935, Narayan publie son premier ouvrage, Swami et ses amis (Swami and Friends), une description fictive de son enfance. Après quelques difficultés à publier ses œuvres, il est alors aidé par l'écrivain Graham Greene, qui a lu ses manuscrits et le recommande à un éditeur de Londres. Les critiques sont bonnes, mais les ventes plutôt mauvaises. Ce genre de chose se reproduisit pratiquement à chaque sortie de ses premiers romans, mais grâce aux recommandations de Greene, un nouvel éditeur lui donna une autre chance.
En 1937, le père de Narayan meurt. Sa pension s'arrête, et il quitte la famille avec des problèmes financiers. Narayan trouve un travail qui consiste à voyager à travers l'État de Mysore afin d'écrire un livre touristique pour le gouvernement local. Allant des bords de mers aux pics des montagnes, il visite les temples, la jungle et il est très attentif aux légendes dont les gens lui parlent. Son livre est imprimé, mais les contrats sont perdus dans la paperasserie et il ne fut jamais payé pour son travail.
En 1939, un désastre survient après des années de mariage : sa femme meurt de la typhoïde. Bouleversé par cette tragédie qu'il décrit dans son roman le plus autobiographique Le Professeur d'anglais (The English Teacher), Narayan essaye alors de contacter sa femme avec l'aide d'un médium, et il est alors plus préoccupé par le spiritualisme que par l'écriture.
En 1942, il devient rapidement l'éditeur de son propre journal littéraire, Hindu Thought. Il publie une histoire absurde écrite pour son propriétaire en échange d'une location, mais il abandonne quand il réalise qu'il est plus rémunérateur d'imprimer ses écrits dans d'autres magazines.
En 1944, Le Professeur anglais (The English Teacher) est publié et Narayan retourne à sa carrière d'écrivain. Pendant des années, il continue d'écrire des romans et de petites histoires avec une visée un peu plus critique que ses autres romans. Narayan place ses personnages dans la ville de Malgudi, une version fictive de Mysore, où il examine les conflits intérieurs de ses héros ordinaires, appartenant à la classe moyenne. Narayan utilise beaucoup le style indirect libre ainsi que le courant de conscience (stream of consciousness). Petit à petit, il se fait connaître à travers le monde et parvient à gagner une poignée de lecteurs fidèles.
En 1956, sa fille Hema se marie et part vivre avec son mari. Depuis ce jour, Narayan commence à voyager à l'étranger et il passe de longues périodes à New York. Il publie son journal où il raconte le voyage qu'il a accompli, My Dateless Diary, et les romans suivants sont publiés à New York.
En 1976, il publie alors Le Peintre d'enseignes (The Painter of Signs). Pendant ces années, il arrête de publier ses romans, mais il se consacre à d'autres projets ; comme son autobiographie Mes jours : mémoires d'un Indien du Sud (My Days), des essais et des adaptations de poèmes épiques indiens, le Ramayana et le Mahabharata.
En 1982, il est promu membre honoraire de l'académie américaine de l'Institut d'Art et des Lettres. En 1992, c'est la publication de sa dernière œuvre, un recueil de nouvelles intitulé Le Conte de ma grand-mère (The Grandmother's Tale).
Le 13 mai 2001, R.K. Narayan meurt d'une complication cardio-vasculaire à Madras, la ville où il est né.

## Œuvre

### Romans

#### Trilogie romanesqueMalgudi Days
- Swami and Friends (1935) Publié en français sous le titre Swami et ses amis, Paris, Acropole, 1983 ; réédition, Paris, LGF, coll. « Le Livre de poche. Jeunesse » no 223, 1986  (ISBN 2-253-03824-5)
- The Bachelor of Arts (1937) Publié en français sous le titre Le Licencié ès lettres, Paris, Acropole, 1985 ; réédition, Paris, UGE, coll. « 10/18. Domaine étranger » no 2413, 1993  (ISBN 2-264-01600-0)
- The English Teacher (1945) Publié en français sous le titre Le Professeur d'anglais, Paris, Acropole, 1986 ; réédition, Paris, UGE, coll. « 10/18. Domaine étranger » no 2318, 1992  (ISBN 2-264-01599-3)

#### Autres romans
- The Dark Room (1938) Publié en français sous le titre Dans la chambre obscure, Paris, Acropole, 1987 ; réédition, Paris, UGE, coll. « 10/18. Domaine étranger » no 2319, 1992  (ISBN 2-264-01598-5) ; réédition, Paris, Éditions Zulma, coll. « Z/a », 2014  (ISBN 978-2-84304-711-4)
- Mysore (1939)
- Mr. Sampath: the Printer of Malgudi (1948) Publié en français sous le titre L'Ingénieux Monsieur Sampath, Paris, Belfond, 1996 ; réédition, Paris, UGE, coll. « 10/18. Domaine étranger » no 2995, 1998  (ISBN 2-264-02580-8)
- The Financial Expert (1952) Publié en français sous le titre Un habile financier, Paris, Plon, 1960 ; réédition dans une nouvelle traduction sous le titre Le Magicien de la finance, Paris, Éditions Zulma, 2013  (ISBN 978-2-84304-608-7)
- Waiting for the Mahatma (1955) Publié en français sous le titre En attendant le Mahatma, Paris, Belfond, coll. « Littérature étrangère », 1999
- The Guide (1958) Publié en français sous le titre Le Guide, Paris, Belfond, 1990 ; réédition, Paris, UGE, coll. « 10/18. Domaine étranger » no 2485, 1994  (ISBN 2-264-00056-2) ; réédition de la même traduction sous le titre Le Guide et la Danseuse, Paris, Zulma, 2012  (ISBN 978-2-84304-581-3) ; réédition, Paris, Zulma, coll. « Z/a » no 22, 2015  (ISBN 978-2-84304-747-3)
- The Man-Eater of Malgudi (1961) Publié en français sous le titre Le Mangeur d'hommes, Paris, Acropole, coll. « Littérature du monde », 1980 ; réédition, Paris, LGF, coll. « Le Livre de poche. Jeunesse » no 293, 1989  (ISBN 2-01-014856-8)
- The Vendor of Sweets (1967)
- The Painter of Signs (1976) Publié en français sous le titre Le Peintre d'enseignes, Paris, Belfond, 1994 ; réédition, Paris, UGE, coll. « 10/18. Domaine étranger » no 2621, 1995  (ISBN 2-264-02119-5)
- A Tiger for Malgudi (1983) Publié en français sous le titre Un tigre pour Malgudi, Paris, Seuil/Métailié, 2003
- Talkative Man (1985)
- The World of Nagaraj (1990)
- The Abduction of Sita (2006), publication posthume

### Recueils de nouvelles
- Dadu and Other Stories (1943)
- Cyclon and Other Stories (1944)
- An Astrologer's Day (1947)
- Lawley Road (1956)
- Paradise Now (1961)
- Gods Demons and Others (1965)
- A Horse and Two Goats (1970)
- Malgudi Days (1982)
- Under the Banyan Tree: an Other Stories (1985) Publié en français sous le titre Sous le banian, Paris, Belfond, 1994 ; réédition, Paris, UGE, coll. « 10/18. Domaine étranger » no 2752, 1996  (ISBN 2-264-02120-9)
- The Grandmother's Tale (1992) Publié en français sous le titre Le Conte de ma grand-mère, Paris, Belfond, 1996 ; réédition, Paris, UGE, coll. « 10/18. Domaine étranger » no 3084, 1999  (ISBN 2-264-02579-4)
- Salt and Sawdust (1993)
- Indian Epics Retold (1995)
- A Breath of Lucifer (2011), publication posthume

### Ouvrages d'expédition
- Mysore (1944)
- My Dateless Diary (1960)
- The Emerald Road (1977)

### Essais
- Next Sunday (1960)
- Reluctant Guru (1974)
- A Writer's Nightmare (1988)
- A Story-Teller's World (1989)
- The Writerly Life (2001)

### Mémoires
- My Days (1974) Publié en français sous le titre Mémoires d'un Indien du sud, Paris, Anatolia, 1994 ; réédition, Paris, UGE, coll. « 10/18. Domaine étranger » no 2656, 1995  (ISBN 2-264-02102-0) ; réédition de la même traduction sous le titre Mes jours : mémoires d'un Indien du Sud, Paris/Monaco, Le Serpent à Plumes, coll. « Motifs » no 237, 2005  (ISBN 2-26805-663-5)